# Права человека в Туркменистане
Права человека в Туркменистане закреплены Конституцией, главным образом — в разделе втором, «Права, свободы и обязанности человека и гражданина в Туркменистане». Туркменистан является членом ООН и ОБСЕ. С 1996 г. существует Институт государства, права и демократии (до 2018 года Туркменский национальный институт демократии и прав человека), в 2017 году создан аппарат омбудсмена. По рейтингу свободы прессы «Репортеров без границ», страна в 2010 году находилась на 176 месте из 178.
Все материалы средств массовой информации под предлогом охраны государственной тайны проходят жесткую цензуру.
По состоянию на 2010 год Европейский суд по правам человека считает, что выдача странами Совета Европы в Туркменистан лиц, которым грозит длительное лишение свободы, нарушает Европейскую конвенцию о правах человека, так как создаёт серьезный риск запрещённого Конвенцией обращения.

## Правовые основы гражданских прав и прав человека

### Участие в международных договорах и конвенциях
В 1997 году страна ратифицировала Международный пакт о гражданских и политических правах (МПГПП) и присоединилась к двум факультативным протоколам к этому документу. В том же году была ратифицирована и Конвенция о ликвидации всех форм дискриминации в отношении женщин (CEDAW), а также Международный пакт об экономических, социальных и культурных правах (МПЭСКП).
Кроме того, в 1999 году Туркменистан ратифицировал Конвенцию против пыток и других жестоких, бесчеловечных или унижающих достоинство видов обращения и наказания, а в 1993 году — Конвенцию о правах ребенка, к которой в 2005 году были добавлены два факультативных протокола. Международная конвенция о ликвидации всех форм расовой дискриминации была ратифицирована в 1994 году.
Несмотря на ратификацию этих международных актов, Туркменистан не признал компетенцию некоторых договорных органов в отношении рассмотрения индивидуальных сообщений. Страна не позволяет Комитету по ликвидации дискриминации в отношении женщин, Комитету против пыток и Комитету по ликвидации расовой дискриминации рассматривать индивидуальные жалобы. Кроме того, Туркменистан не подписал Факультативный протокол к Конвенции против пыток и не ратифицировал Римский статут Международного уголовного суда.

### Задолженность по отчетности перед договорными органами
Туркменистан не выполняет свои обязательства по своевременному предоставлению отчетов ряду международных договорных органов. С 1998 года страна не представила отчет Комитету по правам человека, с 1999 года — Комитету по экономическим, социальным и культурным правам, а с 2000 года — Комитету против пыток. Задолженность по отчетам рассматривается как признак несоответствия обязательствам, взятым на себя в рамках международных соглашений.

### Влияние международного сообщества
Вопросы соблюдения прав человека в Туркменистане с 2003 года регулярно обсуждаются на международном уровне, включая Генеральную Ассамблею ООН и другие международные организации. Несмотря на критику и призывы к улучшению ситуации, значительных и устойчивых изменений в этой области пока не произошло. Различные международные миссии, включая миссию Управления Верховного комиссара ООН по правам человека и представителей Организации по безопасности и сотрудничеству в Европе (ОБСЕ), посещали Туркменистан с целью оценки ситуации и предоставления рекомендаций.

## Политические и гражданские права

### Право на информацию
Human Rights Watch сообщает, что на 2023 год в Туркменистане отсутствует свобода СМИ. Доступ в интернет жестко ограничен. По сообщению ресурса «Turkmen.news» с территории страны невозможно воспользоваться тремя четвертями всех существующих IP-адресов в мире. Власти блокируют популярные мессенджеры. В стране преследуются пользователи и провайдеры VPN-сервисов.

### Право на свободу вероисповедания
В Туркменистане власти строго контролируют деятельность зарегистрированных религиозных организаций. Незарегистрированные группы находятся под запретом. Лица, подозреваемые в участии в деятельности религиозных организаций без государственной регистрации, часто подвергаются суровым наказаниям и длительным тюремным заключениям.

### Свобода передвижения
В отчете Human Rights Watch за 2023 год указано, что правительство страны произвольно ограничивает и отказывает гражданам в праве на свободу передвижения. Должностные лица регулярно препятствуют гражданам в посадке на международные рейсы без объяснения причин. Людям, живущим за границей, отказывают в продлении паспортов через консульства.

### Насильственные исчезновения
В 2020 году ОБСЕ приняло «решение № 7/20», которое обязывает государства-участников предпринимать конкретные шаги для искоренения насильственных исчезновений своих граждан.
В Туркменистане десятки людей уже более двадцати лет остаются жертвами насильственных исчезновений. Власти отказывают им в контактах с семьями, адвокатами и внешним миром. Международная кампания «Покажите их живыми!», действующая с 2013 года, зафиксировала по меньшей мере 162 таких случая в тюрьмах, по 97 из которых информация о судьбе человека отсутствует. Среди исчезнувших числятся 33 человека, срок заключения которых истек в конце 2022 года, но на момент 2023 года данные о их местонахождении и состоянии остаются неизвестными.

## Социально-экономические и культурные права
Всемирный банк не публикует ключевые экономические показатели Туркменистана, а данные о бедности и продовольственной безопасности либо ненадёжны, либо вовсе отсутствуют.
Радио Азатлык в 2023 году информировало о перебоях в поставках хлеба и муки по субсидируемым ценам, из-за чего граждане вынуждены стоять в длинных очередях за пайками, часто низкого качества или просроченными. Дефицит продовольствия приводил к спорадическим протестам, в том числе с актами насилия, в Дашогузском велаяте в апреле и мае, а также в Туркменбаши в июне и августе 2023 года.
В стране остается распространённым системный принудительный труд в хлопководстве. Власти мобилизуют работников из государственного бюджетного сектора для сбора урожая под угрозой увольнения.

## Права женщин
В декабре 2017 года в Туркменистане был принят закон о запрете вождения автомобиля женщинами. В январе 2018 года началось изъятие у женщин, находящихся за рулём, водительских прав.
В 2022 году был обнародован закон, принятый в 2015 году, который запрещает аборты после пяти недель беременности. По данным инициативы Saglyk.org, стигматизация абортов в стране остается высокой, а комплексное просвещение в области репродуктивного здоровья отсутствует. Согласно отчету Фонда народонаселения ООН за 2021 год, почти 60 % женщин и девочек в Туркменистане лишены физической автономии, включая принятие решений о своем здоровье и использовании контрацептивов. Сообщается также о попытках ограничить выезд за границу одиноким женщинам младше 40 лет.

## Нарушение прав человека

### По материалам Amnesty International
23 июня 2008 года международная неправительственная организация «Международная амнистия» выпустила доклад о систематических нарушениях прав человека в Туркменистане.
В докладе указывается, что новое правительство, пришедшее к власти в декабре 2006 года, почти ничего не предприняло для устранения нарушений, вызвавших озабоченность «Международной амнистии» и других правозащитных организаций. Отмечаются изменения, произошедшие с декабря 2006 года по 16 июня 2008 года включительно. Однако подчеркиваются систематические нарушения прав человека, укоренившиеся в правление президента Ниязова и продолжающиеся на момент составления доклада.
В докладе приведены документированные свидетельства несоблюдения в Туркменистане следующих прав человека:
- право на свободу слова;
- право на свободу объединений;
- право на свободу вероисповедания и убеждений;
- право на справедливый суд, особенно в делах, имеющих политическую подоплёку;
- право на свободу от пыток и других видов жестокого обращения;
- право на альтернативную гражданскую службу (для сознательных отказчиков от воинской службы);
- право на свободу передвижения и право свободно выбирать себе место жительства;
- право на свободу от дискриминации.

В документе имеется перечень рекомендаций туркменским властям и международному сообществу, призванных улучшить положение с правами человека в стране.

### По материалам «Human Rights Watch»
Неправительственная организация, занимающаяся защитой прав человека более чем в 70 странах мира
«Хью́ман Райтс Вотч» (англ. «Human Rights Watch», HRW — «Наблюдение за правами человека») сообщает:

В Туркменистане сохраняется один из самых репрессивных и авторитарных режимов в мире. Бердымухамедов пришел к власти после смерти в декабре 2006 г. пожизненного президента Сапармурата Ниязова. В первый год им были предприняты некоторые шаги по демонтажу ряда наиболее одиозных аспектов ниязовской социальной политики, однако подлинных реформ в области прав человека так и не последовало. Сотни, если не тысячи человек, остаются за решеткой, осужденные на неправосудных процессах по предположительно политически мотивированным делам. Сохраняются драконовские ограничения на свободу выражения мнений, свободу ассоциации, собраний, передвижения и религии.
Оригинальный текст (англ.)Turkmenistan remains one of the most repressive and authoritarian countries in the world. Berdymukhamedov came to power in December 2006 after the death of the self-declared president-for-life, Saparmurat Niazov. In the first year of his presidency, Berdymukhamedov took some measures to dismantle some of the most excessive and ruinous social policies of his predecessor, but these did not result in any genuine reforms affecting human rights. Hundreds of people, perhaps more, languish in Turkmen prisons following unfair trials on what appeared to be politically motivated charges. Draconian restrictions on freedom of expression, association, assembly, movement, and religion remain in place. 

### Политические заключённые в Туркменистане
- Борис Шихмурадов (бывший глава МИД Туркменистана),
- Курбанбиби Атаджанова (бывшая Генеральный прокурор Туркменистана),
- Гельды Кяризов (бывший министр коневодства), Овезгельды Атаев (бывший председатель Меджлиса),
- Энебай Атаева (бывшая вице-премьер правительства и министр культуры),
- Сердар Рахимов (глава Коммунистической партии Туркменистана),
- бывшие вице-премьеры Сеидбай Гандымов, Батыр Сарджаев, Реджеп Сапаров, Ёллы Курбанмурадов, Гуйчназар Тачназаров,
- бывшие председатели КНБ Мухаммед Назаров, Батыр Бусаков[14].

Среди политзаключённых также есть журналисты, некоторые из которых погибли в тюрьме, как Огульсапар Мурадова. Часто таких заключённых арестовывают вместе с их семьями. Многие политические заключённые содержатся в тюрьме Овадан-Депе. Репрессированные властям женщины и родственницы политзаключённых часто попадают в известную своим жестоким режимом Дашогузскую женскую колонию.